# Mada (peuple du Cameroun)
Pour les articles homonymes, voir Mada (homonymie).
Ne doit pas être confondu avec Mada (peuple du Nigeria).
Les Mada sont une population d'Afrique centrale vivant dans la région de l'extrême nord du Cameroun Département du Mayo Sava Arrondissement de Tokomberé. Ils font partie du groupe kirdi.

## Ethnonymie
Selon les sources et le contexte, on observe peu de variantes : Madas.

## Langue
Leur langue est le mada, une langue tchadique, dont le nombre de locuteurs était estimé à 17 000 en 1982.